# 천원후이
천원후이(중국어 정체자: 陳玟卉, 간체자: 陈玟卉, 병음: Chén Wénhuì, 한자음: 진민훼, 1997년 2월 23일~)는 중화민국의 역도 선수이다. 2020년 하계 올림픽 여자 미들급 종목에서 동메달을 획득했으며 세계 선수권 대회에서 은메달 1개를 획득했다.